# 新潟県道325号黒埼新飯田線
新潟県道325号黒埼新飯田線（にいがたけんどう325ごう くろさきにいだせん）は、新潟県新潟市内を通る一般県道である。

## 概要
路線名の「黒埼」・「新飯田」は、起点・終点付近の旧自治体名（新潟県西蒲原郡黒埼町、同県中蒲原郡新飯田村）に由来する。

### 路線データ
- 起点：新潟県新潟市西区木場字堤（新潟県道46号新潟中央環状線交点）
- 終点：新潟県新潟市南区上新田字境畑甲（国道8号・新潟県道141号白根黒埼線交点）

## 地理

### 通過する自治体
- 新潟県新潟市（西区 - 南区 - 西蒲区 - 南区）

### 交差する道路
- 新潟県道46号新潟中央環状線（起点：新潟市西区木場字堤）
- 新潟県道46号新潟中央環状線（新潟市西区板井・「中ノ口川大橋」西詰）
- 新潟県道66号白根西川巻線（新潟市南区味方・「味方橋」西詰で立体交差、新潟市道を介して接続）
- 国道460号（新潟市南区西白根地内で重複）
- 新潟県道218号月潟西川線・新潟県道250号月潟吉田線・新潟県道379号糸郷屋白根線（新潟市南区月潟 - 新潟市南区大別當字水戸下で重複）
- 新潟県道127号新津茨曽根燕線（新潟市南区大別當字水戸下 - 新潟市西蒲区小吉で重複）
- 新潟県道9号長岡栃尾巻線（新潟市西蒲区六分）（「県道127号」重複区間）
- 新潟県道153号燕白根線（新潟市西蒲区長場 - 新潟市南区新飯田で重複）
- 国道8号・新潟県道141号白根黒埼線（終点：新飯田交差点）

### 沿線
- 北陸自動車道 黒埼パーキングエリア
- 新潟県警察 新潟南警察署
- 白根保健生活協同組合 白根健生病院
- 医療法人敬成会 白根緑ヶ丘病院 - ウェイバックマシン（2010年9月5日アーカイブ分）
- 新潟市南区役所
  - 本庁舎（旧・白根市役所）
  - 味方出張所（旧・味方村役場）
  - 月潟出張所（旧・月潟村役場）
- 新潟県立新潟翠江高等学校（西区）
- 新潟市立黒埼南小学校（西区）
- 新潟市立味方中学校（南区）
- 新潟市立月潟中学校（南区）
- 新潟市立根岸小学校（南区）
- 新潟市立味方小学校（南区）
- 新潟市立白根小学校（南区）
- 新潟市立月潟小学校（南区）
- 新潟市立茨曽根小学校（南区）
- 新潟市立新飯田小学校（南区）
- 新潟市立中之口東小学校（西蒲区）
- 第四北越銀行
  - 白根支店
  - 白根中央支店
  - 月潟支店
- 大光銀行 白根支店
- 新潟信用金庫 白根支店
- 加茂信用金庫 白根支店
- 三条信用金庫 白根支店
- 協栄信用組合 白根支店
- 巻信用組合 月潟支店
- JA新潟みらい本店
- JA越後中央味方支店
- 味方郵便局（南区）
- 白根中央通郵便局（南区）
- 白根郵便局（南区）
- 月潟郵便局（南区）
- 新飯田郵便局（南区）
- 石山味噌醤油 本社・月潟工場
- ブルボン 新潟南工場
- 日佑電子 味方工場
- ツバメックス 本社
- 旧笹川家住宅
- 中ノ口川